# 125 milioni di caz..te
125 milioni di caz..te (укр. «125 мільйонів тонн лайна») — музично-соціальна телепередача Адріано Челентано у чотирьох серіях, транслювалася з 26 квітня по 17 травня 2001 року на каналі Rai 1.

## Сюжет та факти
Телешоу «125 milioni di caz..te» почало транслюватися на каналі Rai 1 26 квітня 2001 року на підтримку нового на той час альбому Адріано Челентано — «Esco di rado e parlo ancora meno». Всього вийшло 4 серії, максимальний рейтинг перегляду склав 42 %  від загальної аудиторії — понад 10 мільйонів глядачів. За будовою телешоу було аналогічним попередньому телепроєкту Адріано Челентано 1999  року «Francamente me ne infischio»: у передачі обговорювалися соціальні питання і виконувалася музика. Протягом телешоу Челентано викладав тривалі монологи і виконав 23 пісні (з них 7 пісень з нового альбому). Назва передачі перекладається як «125 мільйонів тонн лайна». Заради уникнення подальших скандалів через слово «лайно», команда Челентано вирішила заховати всім зрозумілий сенс серією крапок в середині цього слова. Така назва пояснювалася словами: 
| «Ситуація в Італії і у світі викликає все більші побоювання: війна в Ізраїлі, глобальне потепління, Боснія, випробування нової атомної бомби... Мене турбує багато чого. Однак найгірше те, що люди сприймають трагічні події як якесь звичайне "лайно". Ось що найстрашніше — звідси і назва» — Адріано Челентано[2] |
Челентано був ведучим передачі, а його співведучою була акторка Азія Ардженто. Гостями передачі були: Браян Адамс, Енцо Янначчі, Антоніо Албанезе, Джуліано Ферарра, Фіорело, Джорджо Ґабер, Джорджо Панаріелло, гурт «Lunapop», Shaggy, Кармен Консолі, Giorgia, Марко Мазіні, Даріо Фо й інші. 
Бюджет склав 20 мільярдів лір, фільмування відбувалося у павільйоні старого паперового комбінату в Бругеріо. У телевізійних декораціях студії Челентано відтворив «вулицю Глюка», реконструювавши схожий квартал в «ідеальному», за його уявленням місті. У цьому «ідеальному» місті проходив водний канал, були будинки і навіть в'язниця. Як і в попередньому телешоу було розміщено оркестр під керівництвом Фіо Дзанотті. 
У передачі Челентано висловив монолог з критикою закону «мовчазної згоди» на користь донорства органів — що викликало безліч полемік в суспільстві. Також телешоу мало і гумористичну складову, прикладом цього була сцена, де за сценарієм Джорджо Габер разом з Антоніо Албанезе, Даріо Фо, Енцо Янначчі і Челентано грали партію в карти і всі п'ятеро співали разом «Ho visto un re» («Я бачив короля»). Для старовинного друга Челентано — Габера, це була остання поява на телебаченні, у 2003 році він помер від раку. На передачі стався і неприємний інцидент — в одному з випусків, під час номера з Даріо Фо, Челентано, жартуючи, невдало підстрибнув, впав і зламав ногу, але попри цей факт, шоу не закрили, і йому довелося вести наступні серії з гіпсом на нозі.
В рамках телешоу транслювався 10-15 хвилинний детективно-сатиричний серіал з політичною підосновою «Інспектор Глюк» («L'ispettore Gluck»), створений за сценарієм Карло Лукареллі, де Челентано зіграв головного персонажа. Вийшло 3 серії під назвами: «Дім жінки порізаної на шматки», «Рука смерті» і «Хто вбив красу», у яких був натяк на теми: поширення ГМО, смертної кари і екології.

## Пісні
Перелік пісень, виконаних Адріано Челентано
1. Per averti
2. Ciao ti diro
3. Apri il cuore
4. L'emozione non ha voce
5. L'unica chance
6. Tir
7. Ready teddy
8. La festa
9. Quello che non ti ho detto mai
10. Il problema piu importante
11. L'arcobaleno
12. Il ragazzo della via Gluck
13. Quello che non ti ho detto mai
14. Il mondo in mi 7a
15. Una carezza in un pugno
16. Lago rosso
17. 24 mila baci
18. Shake rattle an'roll
19. Ready teddy
20. Le stesse cose
21. Azzurro
22. Un albero di trenta piani
23. Io sono un uomo libero

## Гості програми
| Перший епізод - Браян Адамс - Taraf de Haïdouks - Антоніо Альбанезе - Джорджо Ґабер - Джуліано Ферарра - Карло Петріні - Адольфо Марджіотта Другий епізод - Даріо Фо - Джорджо Панаріелло - Lunapop Третій епізод - Shaggy - Giorgia - Кармен Консолі - Little Tony - Мауріціо Кроцца - Арріго Саккі - Кармело Бене - Бруно Піццул - Дам'єн Саез | Четвертий епізод - Даріо Фо - Джорджо Ґабер - Енцо Янначчі - Антоніо Альбанезе - Фіорело - Івано Фоссаті - Джанні Белла - Раф - Джанкарло Джанніні - Клаудіо Амендола - Марко Мазіні - Адольфо Марджіотта |

## Рейтинг переглядів
| Дата та епізод             | Відсоток переглядів | Кількість глядачів |
| -------------------------- | ------------------- | ------------------ |
| Перший (26 квітня 2001)    | 41,95               | 10.351.000         |
| Другий (3 травня 2001)     | 36,66%              | 8.773.000          |
| Третій (10 травня 2001)    | 35,36%              | 8.330.000          |
| Четвертий (17 травня 2001) | ?                   | ?                  |